# Jiang Ranxin
Jiang Ranxin (chinesisch 姜冉馨; * 2. Mai 2000) ist eine chinesische Sportschützin.

## Erfolge
Jiang Ranxin ist international mit der Luftpistole auf der 10-Meter-Distanz und mit der Sportpistole sowie der Standardpistole über 25 Meter aktiv. 2018 gewann Jiang zwei Titel bei Weltmeisterschaften: sowohl mit der Luftpistole als auch mit der Standardpistole beendete sie jeweils den Einzelwettbewerb auf dem ersten Platz. Im selben Jahr wurde sie mit der Luftpistole in Kuwait-Stadt Asienmeisterin. Bereits zwei Jahre zuvor hatte sie in Teheran bei den Juniorinnen mit der Luftpistole diesen Titel gewonnen.
Bei den 2021 ausgetragenen Olympischen Spielen 2020 in Tokio trat Jiang in zwei Wettbewerben mit der Luftpistole an. Im Einzel erzielte sie mit 587 Punkten einen neuen olympischen Rekord und zog mit dem besten Resultat aller Starterinnen ins Finale ein. In diesem belegte sie mit 218 Punkten den dritten Platz und gewann hinter der Russin Witalina Bazaraschkina und der Bulgarin Antoaneta Kostadinowa die Bronzemedaille. Noch erfolgreicher verlief der Wettkampf im Mixed. Zusammen mit Pang Wei erreichte Jiang nach 581 Punkten die zweite Qualifikationsrunde, in der die beiden den Bestwert von 387 Punkten erzielten. Im abschließenden Duell gegen Witalina Bazaraschkina und Artjom Tschernoussow aus Russland setzten sich Jiang und Pang mit 16:14 durch und wurden Olympiasieger.
Bei den Weltmeisterschaften 2023 in Baku gewann Jiang mit der Luftpistole sowohl im Einzel als auch mit der Mannschaft die Goldmedaille. In der Mannschaftskonkurrenz mit der Freien Pistole über 50 Meter sicherte sie sich die Silbermedaille, im Mixed belegte sie mit Zhang Bowen mit der Luftpistole den dritten Platz.